# Збірна СРСР з гандболу
Збі́рна СРСР з гандболу (рос. Сборная СССР по гандболу) — команда СРСР з гандболу, якою керувала Федерація гандболу СРСР. Після розпаду Союзу Радянських Соціалістичних Республік правонаступницею збірної стала команда СНД, яка існувала тільки рік. Правонаступницею обох збірних стала збірна Росії.

## Результати

### Літні Олімпійські ігри

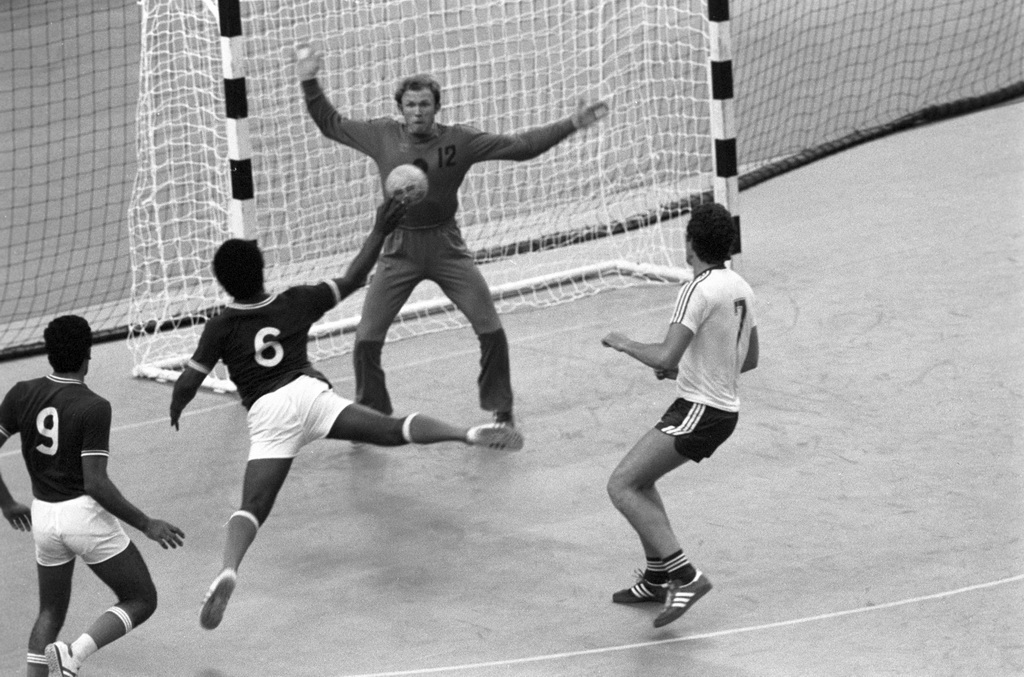
Матч між збірними СРСР і Кувейту на XXII Олімпійських іграх. 21 липня 1980 року

| Рік  | Місто-господар | Місце                     |
| ---- | -------------- | ------------------------- |
| 1972 | Мюнхен         | 4-те місце                |
| 1976 | Монреаль       | Чемпіон                   |
| 1980 | Москва         | Фінал                     |
| 1984 | Лос-Анджелес   | Бойкот                    |
| 1988 | Сеул           | Чемпіон                   |
| 1992 | Барселона      | Об'єднана команда Чемпіон |

## Чемпіонати світу
| Рік  | Країна-господар | Місце           |
| ---- | --------------- | --------------- |
| 1954 | Швеція          | Не брали участь |
| 1958 | НДР             | Не брали участь |
| 1961 | ФРН             | Не брали участь |
| 1964 | Чехословаччина  | 5-те місце      |
| 1967 | Швеція          | 3-те місце      |
| 1970 | Франція         | 9-те місце      |
| 1974 | НДР             | 5-те місце      |
| 1978 | Данія           | Фінал           |
| 1982 | ФРН             | Чемпіон         |
| 1986 | Швейцарія       | 10-те місце     |
| 1990 | Чехословаччина  | Фінал           |

## Балтійський кубок
Команда брала участь у наступних розіграшах Балтійського кубка - неофіційного попередника чемпіонатів Європи:
- 1969 року у Швеції: 3-те місце
- 1971 року в Данії: 2-ге місце
- 1972 року в СРСР: 1-ше місце
- 1973 року в ФРН: 1-ше місце
- 1974 року у Польщі: 2-ге місце
- 1976 року у Швеції: 1-ше місце
- 1977 року в НДР: 2-ге місце
- 1979 року в Данії: 3-тє місце
- 1980 року в ФРН: 1-ше місце
- 1981 року в СРСР: 2-ге місце
- 1985 року в Польщі: 1-ше місце
- 1986 року в Данії: 2-ге місце
- 1987 року в НДР: 1-ше місце
- 1989 року в ФРН: 1-ше місце

## Кубок світу
Команда брала участь у наступних турнірах Кубку світу, що проводиться у Швеції з 1971 року:
- 1971: 3-тє місце
- 1979: 1-ше місце
- 1984: 1-ше місце

## Суперкубок
Команда брала участь в наступних турнірах Суперкубку, що проводиться раз на два роки в ФРН з 1979-го:
- 1979: 3-тє місце
- 1981: 1-ше місце
- 1983: 2-ге місце
- 1985: 1-ше місце
- 1987: 2-ге місце
- 1989: 1-ше місце
- 1991: 2-ге місце

## Національні збірні колишніх радянських республік
| Вірменія     | Національна збірна | Збірна Ю-21 | ЄГФ |
| Азербайджан  | Національна збірна | Збірна Ю-21 | ЄГФ |
| Білорусь     | Національна збірна | Збірна Ю-21 | ЄГФ |
| Естонія      | Національна збірна | Збірна Ю-21 | ЄГФ |
| Грузія       | Національна збірна | Збірна Ю-21 | ЄГФ |
| Казахстан    | Національна збірна | Збірна Ю-21 | АГФ |
| Киргизстан   | Національна збірна | Збірна Ю-20 | АГФ |
| Латвія       | Національна збірна | Збірна Ю-21 | ЄГФ |
| Литва        | Національна збірна | Збірна Ю-21 | ЄГФ |
| Молдова      | Національна збірна | Збірна Ю-21 | ЄГФ |
| Росія        | Національна збірна | Збірна Ю-21 | ЄГФ |
| Таджикистан  | Національна збірна | Збірна Ю-20 | АГФ |
| Туркменістан | Національна збірна | Збірна Ю-20 | АГФ |
| Україна      | Національна збірна | Збірна Ю-21 | ЄГФ |
| Узбекистан   | Національна збірна | Збірна Ю-20 | АГФ |

## Відомі гравці
| - Альберт Оганезов - Юрій Клімов - Володимир Максимов - Олександр Анпілогов - Валерій Гассій - Василь Ільїн - Михайло Іщенко - Юрій Кідяєв - Володимир Кравцов - Сергій Кушнірюк - Юрій Лагутін - Олександр Рєзанов - Микола Томін - Анатолій Федюкін - Євген Чернишов - Віктор Махорін - Володимир Бєлов | - Михайло Васильєв - Олег Гагін - Олександр Каршакевич - Вальдемар Новіцкіс - Олександр Риманов - Юрій Шевцов - Олександр Шипенко - В'ячеслав Атавін - Валерій Гопін - Леонід Дорошенко - Андрій Лавров - Юрій Нестеров - Георгій Свириденко - Олександр Тучкін - Андрій Тюменцев - Ігор Чумак - Костянтин Шароваров | - Анатолій Галуза - Олександр Малиновський - Олександр Мосейкін - Олександр Кожухов - Андрій Барбашинський - Сергій Бебешко - Ігор Васильєв - Юрій Гаврилов - В'ячеслав Горпишин - Олег Гребнєв - Талант Дуйшебаєв - Олег Кисельов - Василь Кудінов - Андрій Міневський - Дмитро Філіппов - Михайло Якимович |

## Фотогалерея

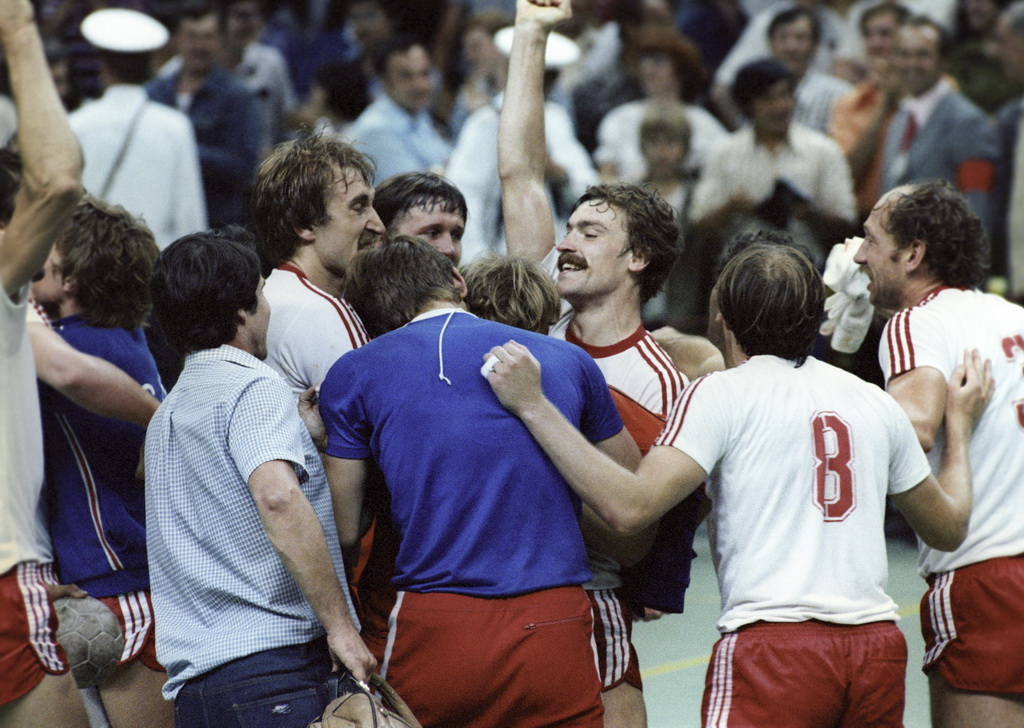
Гравці святкують перемогу над Югославією, яка дозволила їм виграти олімпійський титул.
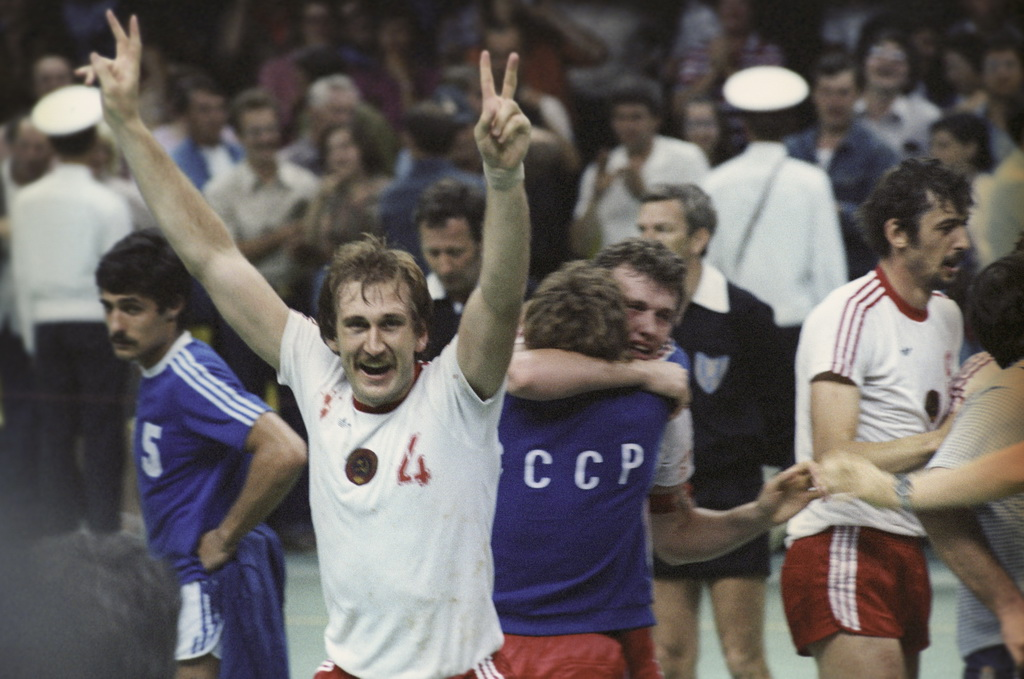
Сергій Кушнірюк після перемоги над Югославією.
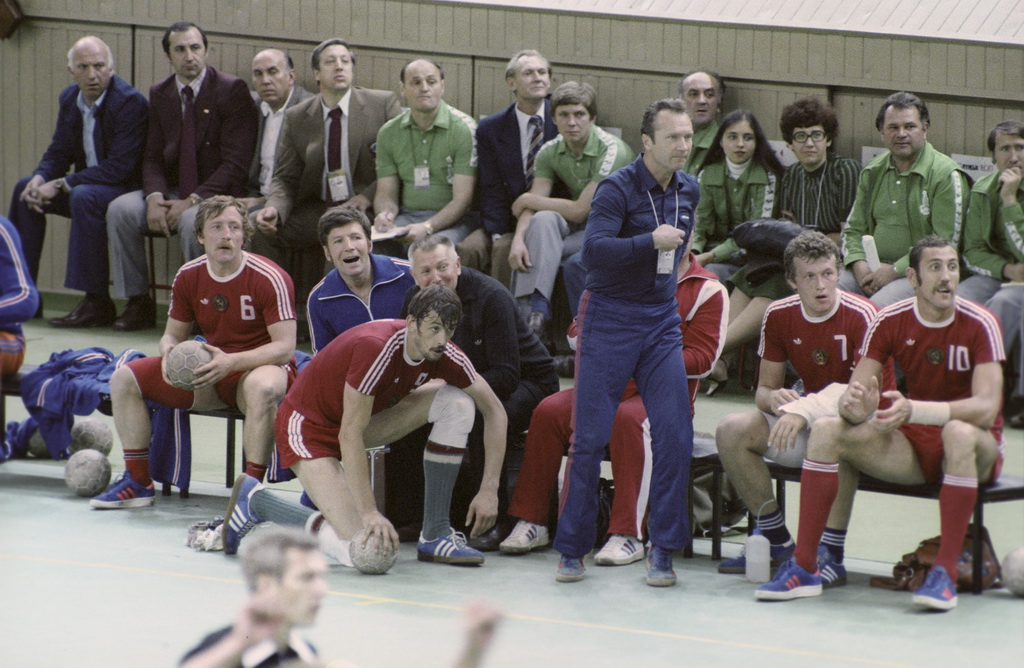
Лава запасних радянської збірної у матчі проти Румунії.